# ماجد الشمراني
ماجد الشمراني حكم دولي سعودي. يحكم مباريات الدوري وكأس الملك السعودي. ومباريات كأس العرب للأندية الأبطال.